# S.V. Dunas
S.V. Dunas is een Nederlandse korfbalvereniging uit Den Haag. De club is een fusievereniging en is ontstaan in 2020.

## Oprichting
S.V. Dunas is een fusieclub vanuit 2 clubs:
Dubbel Zes
Opgericht op 29 april 1966 onder originele clubnaam Dubbel Zes '66. In 2013 werd de clubnaam veranderd naar Dubbel Zes.
Futura
Opgericht op 2 mei 1990 als fusieclub vanuit PAMS en VES.